# TT263
TT263 (Theban Tomb 263) è la sigla che identifica una delle Tombe dei Nobili ubicate nell'area della cosiddetta Necropoli Tebana, sulla sponda occidentale del Nilo dinanzi alla città di Luxor, in Egitto. Destinata a sepolture di nobili e funzionari connessi alle case regnanti, specie del Nuovo Regno, l'area venne sfruttata, come necropoli, fin dall'Antico Regno e, successivamente, sino al periodo Saitico (con la XXVI dinastia) e Tolemaico.

## Titolare
TT263 era la tomba di:
| Titolare | Titolo                                                                    | Necropoli           | Dinastia/Periodo          | Note |
| -------- | ------------------------------------------------------------------------- | ------------------- | ------------------------- | ---- |
| Piay     | Scriba del granaio nel Tempio di Amon; Scriba dei contabili nel Ramesseum | Sheikh Abd el-Qurna | XIX dinastia (Ramses II); |      |

## Biografia
Unica notizia biografica ricavabile il nome della moglie: Webekht.

## La tomba
L'ingresso alla TT263 si apre in un cortile da cui si accede anche alla TT125; nel cortile (1 in planimetria), all'interno di una nicchia, una testa della dea Hathor rappresentata come mucca con un serpente; di lato (2) una stele su due registri sovrapposti: il defunto adora Amon-Ra-Horakhti e Osiride, e preti con prefiche dinanzi alla mummia.
Un corridoio, sulle cui pareti (3) sono scarsamente leggibili i resti di immagini del defunto, della moglie e di un figlio (non identificato), nonché su due registri, il defunto e la moglie in adorazione in presenza di inni ad Amon-Ra-Horakhti e il defunto e la moglie nell'atto di giocare a dama, mentre un figlio offre loro mazzi di fiori e un'arpista suona, immette in una sala rettangolare. Sulle pareti (4), su due registri, resti di personaggi, un uomo in offertorio verso un altro assiso; brani (5) del Libro delle Porte, il defunto e la moglie dinanzi a uno scrigno (?) e scena di psicostasia tra Thot e Maat. Una figlia (non identificata) e un uomo (6) offrono libagioni al defunto e alla moglie. Un secondo corridoio, sulle cui pareti (7) sono riportati testi di inni ad Amon-Ra e a Ra nonché riferimenti alla Festa della Valle, immette in una sala rettangolare più interna. Sulle pareti: (8-9) su due registri tre scene in cui compaiono altrettante volte il defunto e la moglie, un uomo che offre libagioni ai due; i due dinanzi ad alcune divinità; la Dea dell'Occidente (Mertseger). In due altre scene un uomo e una donna incensano il defunto e la moglie, mentre un uomo offre libagioni. Poco oltre (10), su due registri, il defunto e la moglie dinanzi a Osiride e Hathor (rappresentata una seconda volta come vacca sacra), mentre (11-12) uomini e preti offrono libagioni al defunto e alla moglie. Su altra parete (13) resti di scene del rituale funerario praticato sulla mummia. Sul fondo della sala, in una nicchia (14), le statue di due coppie non identificate. Il soffitto è decorato con i titoli del defunto. Un blocco, su cui è rappresentato il defunto e, in una doppia scena, Osiride e Iside seduti, con il cartiglio di Ramses II è stato rinvenuto nella TT125.

### Annotazioni
1. ↑  La numerazione dei locali e delle pareti segue quella di Porter e Moss 1927, p. 334.
2. ↑  La prima numerazione delle tombe, dalla numero 1 alla 252, risale al 1913 con l'edizione del "Topographical Catalogue of the Private Tombs of Thebes" di Alan Gardiner e Arthur Weigall. Le tombe erano numerate in ordine di scoperta e non geografico; ugualmente in ordine cronologico di scoperta sono le tombe dalla 253 in poi.
3. ↑  I campi della Duat, ovvero l'aldilà egizio, si trovavano, secondo le credenze, proprio sulla riva occidentale del grande fiume.
4. ↑  Nella sua epoca di utilizzo, l'area era nota come "Quella di fronte al suo Signore" (con riferimento alla riva orientale, dove si trovavano le strutture dei Palazzi di residenza dei re e i templi dei principali dei) o, più semplicemente, "Occidente di Tebe".
5. ↑  le Tombe dei Nobili, benché raggruppate in un'unica area, sono di fatto distribuite su più necropoli distinte.
6. ↑  Le note di Gardiner e Weigall, tratte dal "Topographical Catalogue", ed. 1913, terminano con la tomba TT252

### Fonti
1. ↑  Gardiner e Weigall 1913.
2. ↑  Donadoni 1999,  p. 115.
3. 1 2 3  Porter e Moss 1927,  p. 344.
4. ↑  Porter e Moss 1927,  pp. 344-345.